# The Amazing Exploits of the Clutching Hand

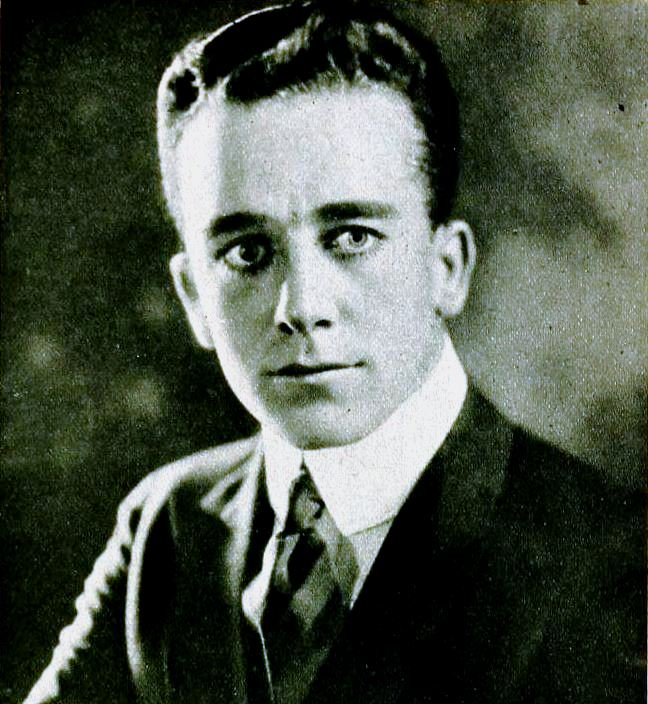
Jack Mulhall, que no seriado interpreta Craig Kennedy.

The Amazing Exploits of the Clutching Hand ou The Clutching Hand é um seriado estadunidense de 1936, no gênero Policial, dirigido por Albert Herman, em 15 capítulos. Produzido pela Weiss bros. Productions e distribuído pela Stage and Screen Productions Inc., foi estrelado por Jack Mulhall, Rex Lease e Mae Busch.
Tendo por base o livro de Arthur B. Reeve "The Amazing Expoits of the Cutching Hand", o seriado foi o último a  transportar para as telas do cinema o detetive Craig Kennedy – então interpretado por Jack Mulhall – que fora criado por Arthur B. Reeve na revista Cosmopolitan e foi personagem de vários outros seriados. Posteriormente, foi produzida a série para TV “Craig Kennedy, Criminologist” (1951).
Foi editado como um longa-metragem de 74 minutos no mesmo ano, sob o mesmo título.

## Elenco
- Jack Mulhall ...Craig Kennedy
- Rex Lease ...Walter Jameson
- Mae Busch ...Mrs. Paul Gironda
- Ruth Mix ...Shirley McMillan
- William Farnum ...Gordon Gaunt
- Marion Shilling ...Verna Gironda
- Bryant Washburn ...Denton
- Robert Frazer ...Dr. Paul Gironda [Cap.1,4,8,13-15]
- Gaston Glass ...Louis Bouchard
- Mahlon Hamilton ...Montgomery [Cap.1,2,5,6]
- Robert Walker ...Joe Mitchell
- Yakima Canutt ...Número oito / Brawler
- Joseph W. Girard ...Cromwell [Cap.1-3,6,7,15]
- Frank Leigh ...Maj. Courtney Wickham
- Jon Hall ...Frank Hobart (creditado Charles Locher)

## Enredo
Doutor Paul Gironda anuncia ter descoberto uma fórmula para sintetizar ouro, e The International Research Foundation resolve financiar sua descoberta. Antes do Conselho de administração chegar no laboratório de Gironda para testemunhar a sua realização, ele é ouvido gritando e misteriosamente desaparece antes que a ajuda chegue. O jornalista Walter Jameson, que é aliado da filha de Gironda, Verna, chama o investigador Craig Kennedy. Kennedy e Jameson enfrentam muitos perigos e cliffhangers.
Quando os seqüestradores de Gironda usam a televisão para mostrar que Gironda ainda está vivo, o invisível "Clutching Hand" dá ordens a Kennedy para encerrar o caso. Finalmente o detetive encontra Gironda, prisioneiro a bordo do navio de transporte de mercadorias, "The Nellie B", e o resgata. Ele instrui Jameson para que Gironda retorne para sua casa, mas o carro de Jameson é ultrapassado por agentes de "The Clutching Hand" e o médico mais uma vez é seqüestrado.
Embora Dr. Gironda fosse o vilão no romance original, ele não era "The Clutching Hand", um personagem separado. Os dois foram fundidos em um para a versão em seriado. Clutching Hand é uma presença sem rosto, aparentemente interpretada por Bud Geary e dublado por Robert Frazer. Tendo quase esgotado a propriedade da jovem Verna, ele tem a ideia de usar uma fórmula falsa de ouro sintético para recuperar suas perdas no mercado acionário, mas quando ele desaparece, um dos seus assistentes rouba o caderno que contém a fórmula. 
Incapaz de encontrá-lo, ele finge seu desaparecimento e vai para o esconderijo, assumindo a identidade do inimigo de Craig Kennedy, "The Clutching Hand", que aparecera antes em The Exploits of Elaine. Supostamente, com Gironda em cativeiro em um coma induzido, Mitchell – o verdadeiro pai de Vernas e primeiro marido da Sra. Girondas - é libertado da prisão após cumprir uma sentença, o que causa o fato de "The Clutching Hand" querer eliminá-lo antes que Verna possa saber sua verdadeira identidade.

## Capítulos
1. Who Is the Clutching Hand?
2. Shadows
3. House of Mystery
4. The Phantom Car
5. The Double Trap
6. Steps of Doom
7. The Invisible Enemy
8. A Cry in the Night
9. Evil Eyes
10. A Desperate Chance
11. The Ship of Peril
12. Hidden Danger
13. The Mystic Menace
14. The Silent Spectre
15. The Lone Hand

## Craig Kennedy
Craig Kennedy, personagem principal deste seriado, criado por Arthur B. Reeve, é um cientista detetive da Universidade de Columbia, semelhante ao Sherlock Holmes e Dr. Thorndyke. Ele usa o seu conhecimento de química e psicanálise para resolver casos, além de usar dispositivos exóticos (na época) em seu trabalho como detectores de mentira, giroscópios e sismógrafos portáteis. Apareceu pela primeira vez em dezembro de 1910, na Cosmopolitan, em "The Case of Helen Bond", aparecendo 82 vezes nessa revista, a última em agosto de 1918, e depois em outras revistas, tais como The Popular Magazine, Detective Story Magazine, Country Gentleman, Everybody's Magazine, Flynn's and World Man Hunters, além de 26 romances.
Houve uma extensa filmografia sobre o detetive Craig Kennedy. Entre esses, os seriados The Exploits of Elaine (1914), The New Exploits of Elaine (1915), The Romance of Elaine (1915), The Carter Case (1919), The Radio Detective (1926) também apresentam o mesmo personagem.
Em 1951, o personagem voltou à ativa, na série de TV “Craig Kennedy, Criminologist”, em que Craig foi interpretado por Donald Woods.